# Caryanda tridentata
Caryanda tridentata är en insektsart som beskrevs av Fu, Peng, G. Peng och C. Zhu 1994. Caryanda tridentata ingår i släktet Caryanda och familjen gräshoppor. Inga underarter finns listade i Catalogue of Life.